# Paneuropeiska transportkorridorerna

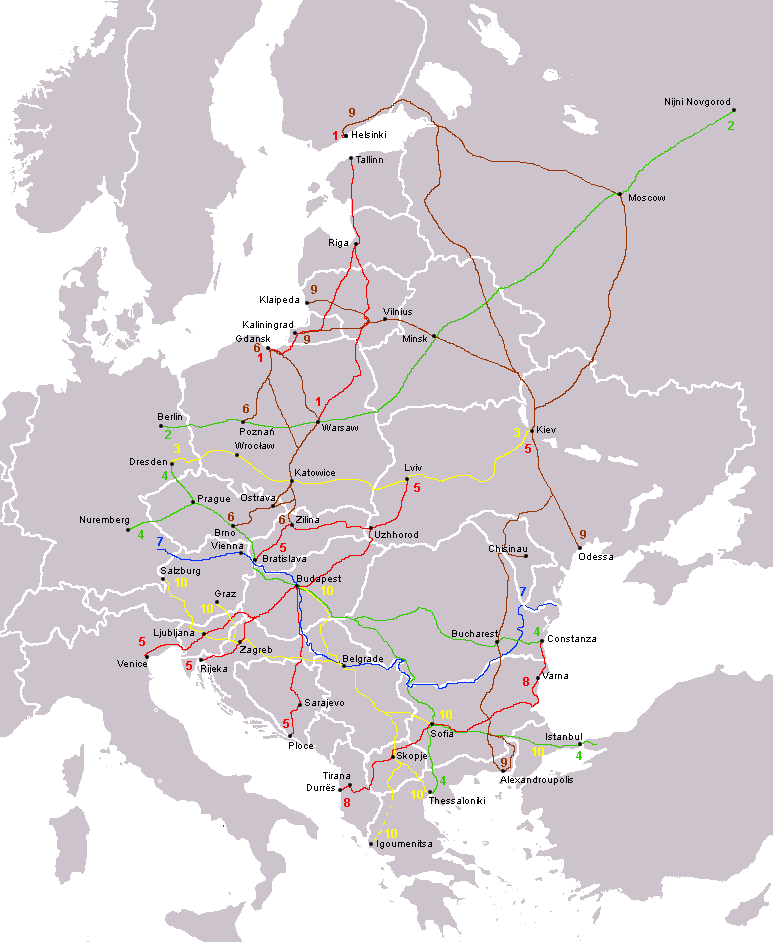
Karta över dagens tio paneuropeiska transportkorridorer.

Paneuropeiska transportkorridorer är ett projekt som särskilt FN (dess underavdelning UNECE) och EU står bakom.
Det finns idag tio paneuropeiska transportkorridorer. De består av huvudvägar och järnvägar i Central- och Östeuropa i behov av omfattande investeringar under några årtiondes sikt. Vilka dessa korridorer var fastställdes på den andra paneuropeiska transportkonferensen på Kreta i mars 1994 och i Helsingfors 1997. Meningen är att dessa transportleder ska byggas ut till motorväg eller motortrafikled.
Tanken med projektet var vid starten att länder som inte var med i EU skulle få ekonomiskt stöd och hjälp med planering från internationell synvinkel. Efter 2004 och 2007 är flera av länderna med i EU och där finns projektet Transeuropeiska transportnät.

## Lista
1. Tallinn–Warszawa
2. Berlin–Moskva–Nizjnij Novgorod
3. Dresden–Kiev
4. Dresden–Budapest–Craiova–Istanbul
5. Venedig–Budapest–Kiev
6. Gdańsk–Slovakien
7. Tyskland–Bratislava–Constanța
8. Durrës–Varna
9. Helsingfors–Sankt Petersburg–Kiev–Bukarest–Alexandroupolis
10. Salzburg–Ljubljana–Belgrad–Thessaloniki

med sidolänkar på dem.